# Dworek Prezydenta RP w Ciechocinku
Dworek Prezydenta RP w Ciechocinku – centrum reprezentacyjno-konferencyjne pozostające do dyspozycji Prezydenta Polski znajdujące się na terenie Ciechocinka przy ul. Leśnej 1 i zarządzane przez Kancelarię Prezydenta Polski.

## Historia
Prezydent Polski Ignacy Mościcki przebywając w połowie lat trzydziestych XX wieku w Ciechocinku, wyraził zadowolenie z okolicy. Zauważając opinię polityka, władze Ciechocinka wybudowały i darowały na potrzebę głowy państwa rezydencję wypoczynkową na obrzeżu miasta, przy ul. Leśnej 1. Jednak I. Mościcki nie odwiedził tego obiektu. Do wybuchu II wojny światowej korzystali z niego wysocy rangą urzędnicy.
W okresie II wojny światowej budynek był siedzibą Gestapo.
Krótko obiekt był w gestii Kancelarii Prezydenta Polski, Bolesława Bieruta, a następnie do 1956 r. zarządzała nim Kancelaria Rady Państwa. Później, do 1967 roku, nieruchomość była siedzibą Ośrodka Badawczo-Naukowego Kliniki Laryngologii Akademii Medycznej w Warszawie. W kolejnych dekadach budynek był zarządzany przez różne jednostki administracji terytorialnej, by na koniec ówczesnego okresu, do 2001 r. służyć jako przedszkole. W 2001 r. Miasto Ciechocinek przekazało go Kancelarii Prezydenta Polski, która w latach 2001–2003 przeprowadziła remont kapitalny kompleksu. 2 maja 2003 r. został oddany do użytku jako ośrodek informacyjno-edukacyjny Kancelarii Prezydenta Polski. Od 2013 r. znajduje się tam ogólnodostępna wystawa dotycząca roli głowy państwa.